# Papyrus Leipzig 39
Der Papyrus Leipzig 39 (Siglum 2013 nach Rahlfs) ist das Fragment einer Papyrusrolle aus dem 4. Jahrhundert.
Sie enthält Teile der Psalmen 30 bis 55 in griechischer Sprache. Die Psalmen 30 bis 34 sind nur in stark beschädigten Fragmenten erhalten. Der Text wurde wahrscheinlich im späten 4. Jahrhundert auf die Rückseite einer Papyrusrolle geschrieben, die auf der Vorderseite ein Dokument aus dem Jahr 338 enthielt. Sie ist mit dem Papyrus London 37 das einzige erhaltene Beispiel einer oberägyptischen Fassung der Psalmen in griechischer Sprache. Die Fragmente befinden sich heute in der Papyrussammlung der Universitätsbibliothek Leipzig, Signatur P. Lips. Inv. 39. Sie wurden digitalisiert.

## Textausgaben
- Gregor Emmenegger: Der Text des koptischen Psalters aus al-Mudil. Ein Beitrag zur Textgeschichte der Septuaginta und zur Textkritik koptischer Bibelhandschriften, mit der kritischen Neuausgabe des Papyrus 37 der British Library London (U) und des Papyrus 39 der Leipziger Universitätsbibliothek (2013) (= Texte und Untersuchungen zur Geschichte der altchristlichen Literatur. Band 159). Walter de Gruyter, Berlin/New York 2007, S. 328–370, ISBN 978-3-11-019948-2.
- Die Leipziger Papyrusfragmente der Psalmen. Hrsg. und untersucht von C. F. Georg Heinrici. Dürr, Leipzig 1903. books.google.de